# Władysław Gundlach
Władysław Rudolf Gundlach (ur. 31 stycznia 1921 w Łodzi, zm. 27 października 2007) – polski specjalista w dziedzinie systemów maszyn i urządzeń energetycznych, profesor Politechniki Łódzkiej.

## Życiorys
Był uczestnikiem walk we Francji w czasie II wojny światowej (w rejonie Belfort, Montbeliard, Pont de Roid, Maiche), internowany w Szwajcarii. W 1945 ukończył Eidgenössische Technische Hochschule (ETH). W latach 1945–1949 pracował w szwajcarskiej wytwórni Oerlikon, gdzie zajmował się projektowaniem, konstrukcją i badaniami turbin.
Po powrocie do Polski w 1950 roku był pracownikiem naukowo-dydaktycznym Politechniki Łódzkiej. Jego specjalizacja naukowa to maszyny przepływowe, termomechanika płynów, metrologia zarówno w zakresie prac projektowych, eksploatacyjnych, jak również szeroko rozumianych prac eksperymentalnych. Był prekursorem budowy w Polsce turbin gazowych małej i średniej mocy (dwuwałowy silnik turbospalinowy przeznaczony do napędu czołgu, silnik turbospalinowy jednowałowy do napędu pompy pożarniczej), sprężarek (wielostopniowa promieniowa sprężarka dla górnictwa, ssawa promieniowa dla maszyn papierniczych), dmuchaw, urządzeń do teksturowania przędzy oraz przędzenia w wirze powietrza, a także międzynarodowego układu jednostek miar układu SI i wysoce specjalistycznej aparatury pomiarowej.
Autor lub współautor ponad 150 publikacji, w tym 8 książkowych wydanych w Polsce i za granicą. Wypromował 23 doktorów. Był członkiem międzynarodowych i polskich stowarzyszeń naukowych, m.in.: GAMM – Gesellschaft für Angewandte Mathematik und Mechanik, ASME – International Gas Turbine Institute, VDI – Gesellschaft für Energietechnik, New York Academy of Science, Komitetu Budowy Maszyn PAN, Komitetu Problemów Energetyki PAN, Komitetu Termodynamiki i Spalania PAN, Komitetu Metrologii PAN.

## Życie prywatne
Syn lekarza Ludwika Gundlacha i pielęgniarki Julii Gundlachowej z domu Nietz.

## Ważniejsze odznaczenia
- Krzyż Oficerski Orderu Odrodzenia Polski
- Medal Komisji Edukacji Narodowej
- The War Medal 1939-1945
- Doktor honoris causa Politechniki Łódzkiej (1995)